# Yasuko Aoike
Yasuko Aoike (青池 保子 Aoike Yasuko) és una mangaka japonesa, nascuda el 24 de juliol de 1948 en Shimonoseki (Yamaguchi). Molts dels seus treballs són manga shōjo, predominantment centrat en romanç, aventures i comèdia lleugera, i molts d'ells contenen elements shōnen-ai. Està incloida en el Year 24 group.
És coneguda per From Eroica with Love, que fou originalment publicat a Akita Shoten des de 1978 endavant. CMX comença a traduir les històries a l'anglès i a publicar-les pel públic occidental en 2004.

## Treballs selectes
Yasuko Aoike ha treballat en diversos mangas en solitari i històries curtes que s'inclouen en altres volums:
- Greenhill Story (story by Keiko Nagita)
- Miriam Blue's Lake (story by Keiko Nagita)
- From Eroica with Love
- Sons of Eve
- Seven Seas, Seven Skies
- El Alcon
- Ivy Navy
- Trafalgar
- Z
- Der Freischutz
- Alcasar
- The Tale of a Priest and a Doctor
- The Day of Saladin
- Richard, the Lion-Hearted
- Brother Falco
- The Temptation of Scarlet
- The Carthaginian Fantasy
- The Melancholy of Her Majesty
- The Knight of Drachen
- Plus Ultra (collection of pictures)
- Aoike Yasuko Official Character Guide Book